# 阿英
阿英（1900年2月6日—1977年6月17日），原名钱德富，笔名阿英、钱杏邨，中國安徽芜湖人，中国现代文学评论家、文学史家、作家。

## 生平
阿英曾参加五四运动，1920年开始发表作品。1926年加入中国共产党。1927年从芜湖逃亡到武汉，同年带上海。他与蒋光慈、孟超等人发起组织太阳社，倡导无产阶级文学。1930年加入中国左翼作家联盟，曾任“左联”和“文总”常委。1933年为地下党电影领导小组成员之一，先后与夏衍、郑伯奇、郑正秋等合作创作了一批电影剧本。1941年冬阿英到苏北，在新四军从事文艺、新闻和统战工作。1944年郭沫若写了《甲申三百年祭》之后，毛泽东要去解放区的文艺工作者也以此为主题进行创作，阿英写了话剧《李闯王》。
中华人民共和国成立后阿英曾任任天津市文化局长，天津文联主席，兼任《民间文学》主编，主要从事文学史和文学评论的撰写。阿英曾任中国文联副秘书长。文革中受到迫害，1977年因癌症去世，終年77歲。2003年安徽教育出版社出版了《阿英全集》

## 主要作品

### 文学评论
- 《现代中国文学论》（1933）
- 《中国新文学运动史资料》（1934）
- 《晚清小说史》（1937）
- 《晚清文学丛抄》(1960-1962)
- 《红楼梦戏曲集》（1978）

### 中短篇小说
- 《革命的故事》
- 《义冢》
- 《玛露莎》
- 《一条鞭痕》

散文集《夜航集》等。